# Аграфа (дем)
Вижте пояснителната страница за други значения на Аграфа.
Аграфа (на гръцки: Άγραφα) е дем в ном Евритания, Централна Гърция.
Административен център на дема е Керасохори (до 1930 година Керасово).